# Кореневский, Николай Александрович
Николай Александрович Кореневский — советский военный деятель, генерал-полковник.

## Биография
Родился в 1910 году в Дриссе. Член КПСС.
С 1929 года — на военной службе, общественной и политической работе. В 1929—1972 гг. — командир взвода, роты, начальник полковой школы 220-го стрелкового полка, участник Великой Отечественной войны, заместитель начальника разведотдела штаба Северо-Западного фронта по агентурной разведке, заместитель начальника разведотдела штаба Калининского фронта, 1-го Прибалтийского фронта, 3-го Прибалтийского фронта, командир 135-го гвардейского стрелкового полка 46-й гвардейской стрелковой дивизии 6-й гвардейской армии, 210-го гвардейского стрелкового полка 71-й гвардейской стрелковой дивизии ПрибВО, начальник штаба 13-й армии ПрикВО, начальник Информации, заместитель начальника по информации ГРУ СССР. Похоронен на Головинском кладбище.
Умер в Москве 5 марта 1978 года.